# حظر المشروبات الكحولية التي تحتوي على الكافيين
الحظر على المشروبات الكحولية التي تحتوي على الكافيين هو حظر يمنع تسويق وتوزيع أي مشروب كحولي معبأ مسبقًا.
«فور لوكو» هو واحد من أكثر المشروبات شعبية، ويتكوّن من مزيج يحتوي على كمية من الكافيين تعادل ثلاثة أكواب من القهوة، إضافة إلى نسبة من الكحول تعادل نحو ثلاث علب من البيرة. يجادل النقّاد بأن هذا النوع من المشروبات صُمّم ليجذب المشترين الأصغر سنًا، ممن اعتادوا على استهلاك مشروبات الطاقة التي تحتوي على الكافيين. تحتوي عبوة «فور لوكو» بحجم 23.5 أونصة سائلة (690 مل) على نسبة كحول تتراوح بين 6% و12% من حيث الحجم، وذلك اعتمادًا على قوانين الولاية. من الأسباب الأخرى التي تجعل هذه المشروبات جذابة للشباب هو سعرها المنخفض؛ إذ تُباع العلبة بحوالي دولارين فقط، وهو ما يجعل طلاب الجامعات أو حتى طلاب المدارس الثانوية أكثر ميلًا لشرائها. وعندما تم فرض الحظر على بيعها، سارع العديد من الطلاب إلى شراء الكميات المتبقية من الرفوف بهدف إعادة بيعها لاحقًا.